# Monodontomerus dentipes
Monodontomerus dentipes is een vliesvleugelig insect uit de familie Torymidae. De wetenschappelijke naam is voor het eerst geldig gepubliceerd in 1820 door Dalman.